# Itete
Itete è una circoscrizione rurale (rural ward) della Tanzania situata nel distretto di Ulanga, regione di Morogoro. Conta una popolazione di 20 755 abitanti (censimento 2012).